# William Penn (admirał)

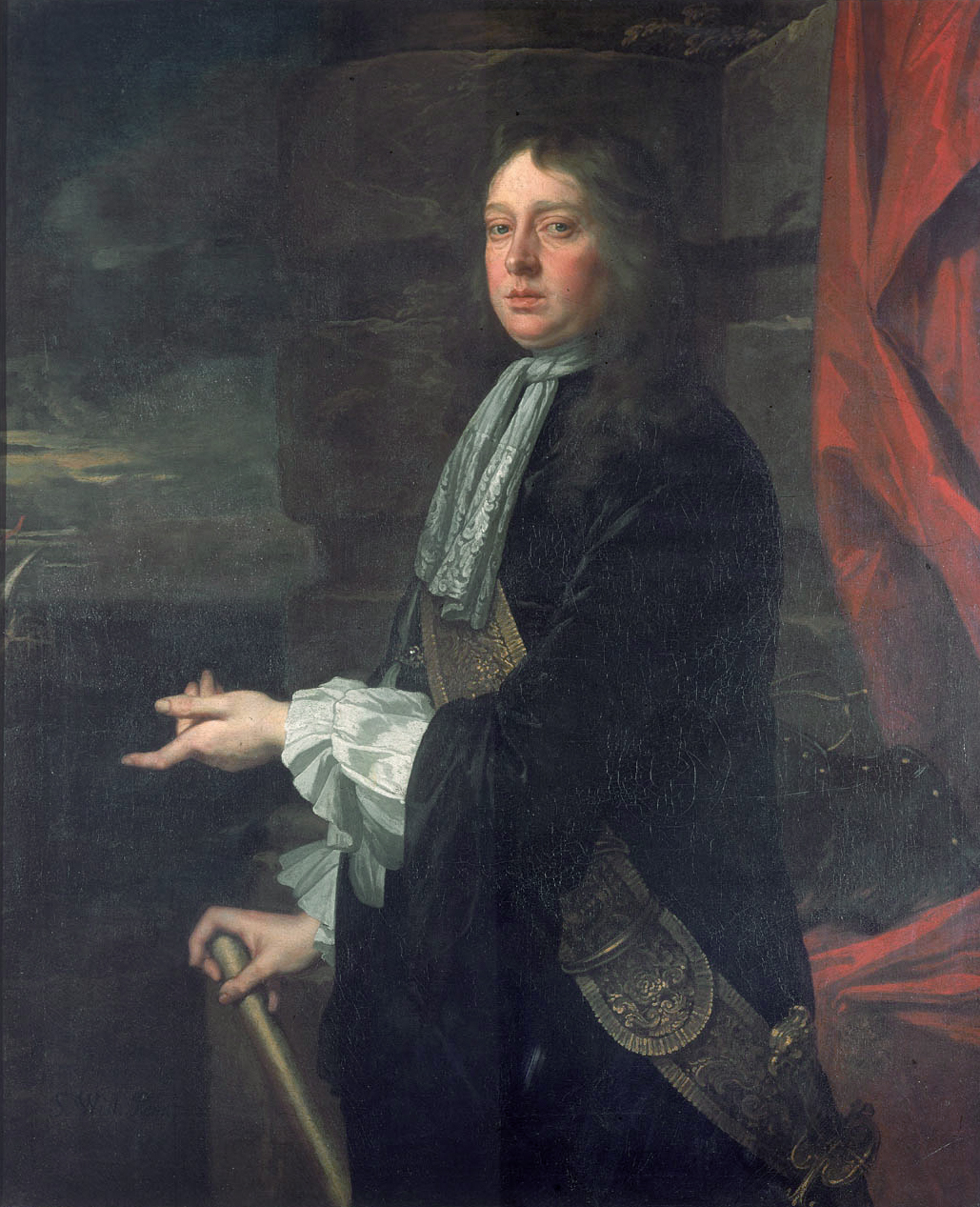
Admirał Sir William Penny, obraz namalowany przez Sir Petera Lely'ego w latach 1665–1666.

William Penn (ur. 23 kwietnia 1621 w Bristolu, zm. 16 września 1670 w Ruscombe) – angielski admirał. Ojciec założyciela Pensylwanii Williama Penna. 6 czerwca 1643 r. ożenił się z Margaret Jasper, córką zamożnego holenderskiego kupca, z którą miał troje dzieci: Margaret, Richarda i Williama.
W czasie I wojny angielsko-holenderskiej służył we flocie Wspólnoty Narodów i wziął udział w bitwach pod Kentish Knock, pod Portland, na płyciźnie Gabbard i pod Scheveningen.
Podczas II wojny angielsko-holenderskiej był kapitanem floty w bitwie pod Lowesoft w 1655 r. pod dowództwem Jakuba II Stuarta.